# Исан (музыкант)
И́сан (норв. Ihsahn; настоящее имя — Вегард Сверре Твейтан, норв. Vegard Sverre Tveitan; род. 10 октября 1975, Нутодден, Норвегия) — норвежский композитор, гитарист, бас-гитарист, клавишник и вокалист. Больше всего он известен как вокалист, гитарист и клавишник блэк-металической группы Emperor и создатель группы Peccatum, в которой он играл со своей женой Ihriel (Хайди Твейтан). В 2006 году Исан выпустил первый альбом под своим собственным именем.

## Биография
Твейтан родился в маленьком (12 500 жителей) норвежском городе Нутодден. В семь лет он начал играть на пианино, а в десять на гитаре, и скоро стал сам сочинять музыку.
В тринадцать лет он познакомился с Томасом Хаугеном, который позже стал известен как Самот. Как позднее рассказывал в интервью он сам, Твейтан привлек внимание Хаугена нашивками Iron Maiden. В 1991 году они создали дэт/блэк-метал группу Thou Shalt Suffer, в которой Твейтан играл на гитаре и клавишных. Тогда же они взяли себе псевдонимы Исан и Самот. Группа Thou Shalt Suffer просуществовала недолго и вскоре распалась. В 2000 году Исан воссоздал Thou Shalt Suffer как свой сайд-проект, но его музыка не имела ничего общего с записями начала 90-х.
После распада Thou Shalt Suffer Исан и Самот создали группу, которая после смены нескольких названий стала известна как Emperor, где Исан играл на гитаре и клавишных. Ранние записи Emperor сочетала в себе сырое звучание традиционного блэка и клавишные пассажи, в результате чего группа выделялась на фоне других блэк-металических групп первой половины 90-х. Группа выпустила несколько демозаписей, а в 1994 году вышел дебютный альбом In the Nightside Eclipse.
Спустя некоторое время были арестованы, а затем сели в тюрьму Самот (за участие в поджогах церквей) и ударник Emperor Faust (за убийство гомосексуала), в результате чего Emperor временно прекратил существование. После досрочного освобождения Самота с новым ударником Emperor записали альбом Anthems to the Welkin at Dusk (1996), который был почти полностью написан Исаном во время вынужденного простоя.
В 1995 году Исан принял участие в записи мини-альбома Blood Must Be Shed группы Zyklon-B. Кроме Исана (клавишные) в состав группы входили Самот (гитара) Draug Aldrahn (вокал; Thorns, Dodheimsgard) и Фрост (ударные; Satyricon). Группа после этого прекратила существование, однако запись получила культовый статус в блэк-металическом андеграунде. В 1998 году Исан создал авангардный/неоклассический сайд-проект под названием Peccatum, в котором кроме него играла его жена Хайди Твейтан, взявшая себе сценический псевдоним Ihriel. До тех пор, пока в марте 2006 г. Исан не объявил о закрытии Peccatum, это был его основной проект. В 1999 г. Emperor выпустили альбом IX Equilibrium.
В 2001 году вышел последний номерной альбом Emperor — Prometheus: The Discipline of Fire & Demise, для которого Исан написал музыку в одиночку. После этого участники группы — Исан, Самот и ударник Trym Torson решили расстаться. Главной причиной распада Emperor был творческий конфликт между Исаном и Самотом. Исан тяготел к неоклассической музыке, в то время как Самот — к более тяжелому, дэтовому звучанию, что хорошо видно в сайд-проектах обоих музыкантов.
В декабре 2002 г. Исан был удостоен награды «Notodden Kommunes Kulturpris», учрежденной в его родном городе Нутоддене. Как было отмечено, Исан является выдающимся музыкантом и самым известным уроженцем города, население которого составляет примерно 12 500 жителей, преподает музыку в местной школе и много работает с малоизвестными группами.
30 сентября 2005 году состоялось неожиданное возвращение Emperor. Группа выступила в Осло на вечеринке, посвященной пятнадцатилетию журнала Scream, сыграв три песни. В 2006 году Emperor дали ряд концертов в Европе и США, в том числе на крупнейших фестивалях металлической музыки Wacken Open Air и Inferno Metal Fest.
В апреле 2006 году Исан под своим именем выпустил альбом The Adversary, на котором он записал партии всех инструментов, за исключением перкуссии, на которой играл сессионный музыкант Асгейр Микельсон. Музыка на альбоме представляет собой смесь прогрессива, блэк-метала и классической музыки. Альбом вышел на лейбле Исана Mnemosyne Productions, который он вместе с Ihriel создал в 2003 году. На песню «Invocation» был снят видеоклип.
Альбом After вышел 26 января 2010 года. Четвёртый сольный альбом Eremita вышел 18 июня 2012 года.
В настоящее время Исан вместе с женой проживает в Нутоддене, где преподает музыку в местной школе.
В 2018 году вышел седьмой сольный альбом Ámr (2018), который идёт по пути увеличения разнообразия в звучании, в то же время, включая фирменный скриминг Исана и гитарный дисторшн.

## Дискография

### Thou Shalt Suffer
- Into the Woods of Belial (демо; 1991 г.)
- Open the Mysteries of Your Creation (демо; 1991 г.)
- Into the Woods of Belial (сборник; 1997 г.)
- Somnium (LP; 2000 г.)

### Emperor

#### Студийные записи
- Emperor (12" EP; 1993)
- As the Shadows Rise — (7" EP; 1994)
- In the Nightside Eclipse (1994)
- Reverence (EP; 1996)
- Anthems to the Welkin at Dusk (1997)
- IX Equilibrium (1999)
- Prometheus: The Discipline of Fire & Demise (2001)

#### Сборники и концертные записи
- Emperor/Hordanes Land (сплит с Enslaved; 1993)
- Emperor/Wrath of the Tyrant (1998)
- Thorns vs. Emperor (сплит; 1999)
- Emperial Live Ceremony (концертный альбом; 2000)
- True Kings of Norway (сплит; 2000)
- Emperial Vinyl Presentation (2001)
- Scattered Ashes (2003)

#### Демо
- Wrath of the Tyrant (1992)
- As the Shadows Rise (7"; 1994)

#### Видео
- Emperial Live Ceremony (VHS/DVD; 2000)

### Peccatum
- Strangling from Within (1999)
- Oh, My Regrets (EP; 2000)
- Amor Fati (2001)
- Lost in Reverie (2004)
- The Moribund People (EP; 2005)

### Ihsahn
- The Adversary (2006)
- angL (2008)
- After (2010)
- Eremita (2012)
- Das Seelenbrechen (2013)
- Arktis. (2016)
- Ámr (2018)
- Ihsahn (2024)

### В качестве сессионного музыканта
- Ildjarn — вокал на некоторых песнях на альбоме Det Frysende Nordariket (1995)
- Сатир — синтезатор на альбоме Fjelltronen (1995)
- Zyklon-B — гитара и клавишные на альбоме Blood Must Be Shed (1995)
- Ulver — вокал в песне «A Song of Liberty» на альбоме Themes from William Blake’s The Marriage of Heaven and Hell (1998)
- Arcturus — вокал в песне «Radical Cut» на альбоме The Sham Mirrors (2002)
- Девин Таунсенд — вокал в песне «Juular» на альбоме Deconstruction (2011)
- Leprous — вокал в песне «Thorn» на альбоме Bilateral (2011) и «Contaminate Me» на Coal (2013)